# NGC 1758
NGC 1758 ist die Bezeichnung eines offenen Sternhaufens im Sternbild Taurus. Das Objekt wurde am 26. Dezember 1785 von Wilhelm Herschel entdeckt.